# عباس تهرانی‌تاش
عباس تهرانی‌تاش (زادهٔ ۹ خرداد ۱۳۰۷ – درگذشتهٔ ۲۵ اسفند ۱۳۹۸) موسیقیدان و نوازندهٔ ایرانی ساز کلارینت بود.

## زندگی‌نامه
عباس تهرانی‌تاش متولد ۱۳۰۷ در تهران، مبدع ردیف آوازی ایرانی با ساز کلارینت است که سال‌ها با ساز غربی نوای شرقی را به گوش علاقه‌مندان موسیقی رساند. او از آخرین نوازندگان قره‌نی در موسیقی ایرانی بود که در سال‌های دور، از محضر استادان برجستهٔ موسیقی بهره‌ها برد. این هنرمند از دوران کودکی مجذوب موسیقی شد و خیلی زود در ارکسترها و رادیو راه پیدا کرد. وی در رادیو تلویزیون فعالیت داشت و در آموزشگاه موسیقی به تدریس شاگردان اشتغال داشت.
او تحصیل جدّی موسیقی را ابتدا در محضر سروان مین‌باشیان (افسر موزیک نظام) آغاز کرد. سپس در هنرستان عالی موسیقی ثبت‌نام و در این حین نزد حسینعلی وزیری‌تبار ردیف‌های موسیقی ایرانی را فرا گرفت.

## فعالیت‌ها
تهرانی‌تاش پس از تأسیس رادیو همکاری خود را با این رسانه فراگیر آغاز کرد و در برنامه‌های موسیقی رادیو ارتش نیز شرکت می‌جست. کار نوازندگی خود را در ارکستر بزرگ مهدی خالدی و همچنین «ارکستر برادران نورین» دنبال کرد و سپس به ارکسترهای علی‌محمد نامداری و شاپور نیاکان پیوست. همچنین با «ارکستر شمارهٔ ۳» به سرپرستی حسین شهبازیان و نیز ارکستر «شما و رادیو» به سرپرستی ناصر زرآبادی همکاری بسیاری داشت و پس از تشکیل برنامهٔ گل‌ها به همت داود پیرنیا به جرگهٔ نوازندگان «گل‌ها» پیوست.
عباس تهرانی به غیر از کلارینت که ساز تخصصی اوست با نواختن اکثر سازهای بادی به‌ویژه ساکسوفون آشنایی کامل دارد. از آثار صوتی او پس از انقلاب می‌توان به آلبوم «تکنوازان ۱» اشاره کرد که با همراهی ایزد کاویانی نوازندهٔ تنبک، به تکنوازی و بداهه‌نوازی در مایهٔ دشتی، دستگاه ماهور، دستگاه همایون، بیات ترک و بیات اصفهان پرداخته‌است.

## درگذشت
عباس تهرانی ‌‌تاش در ۲۵ اسفند ۱۳۹۸، در سن ۹۱ سالگی درگذشت.